# Cesare Merzagora
Cesare Merzagora (/ˈʧeːzare merˈʣaːɡora/; Milano, 9 novembre 1898 – Roma, 1º maggio 1991) è stato un politico e dirigente d'azienda italiano.
Fu presidente del Senato della Repubblica dal 1953 al 1967, e come tale supplì il presidente della Repubblica Segni da agosto a dicembre 1964.

## Biografia
Figlio di Luigi, ingegnere meccanico, e di sua moglie Elisa Fenini, Cesare Merzagora nacque a Milano. Suo padre morì appena cinquantenne nel 1915 e questo fatto segnò profondamente il giovane Cesare il quale sognava già per sé una brillante carriera da musicista e commediografo.
Scoppiava intanto la prima guerra mondiale e, per quanto riformato a causa di una insufficienza toracica, Merzagora fece di tutto per essere arruolato come volontario nell'esercito, sul finire della primavera del 1917, venne inviato dapprima a Parma come allievo ufficiale e poi, raggiunto il grado di sottotenente, venne assegnato al 225º reggimento di fanteria sul Carso. Ebbe modo di distinguersi sul Piave dopo la ritirata di Caporetto guadagnandosi una medaglia d'argento al valor militare durante gli scontri e la promozione a tenente nel giugno del 1918. Inviato di stanza in Istria, rimase in servizio sino al 1920 quando un'infezione biliare gli impose un congedo anticipato.
Divenuto bancario, fu assunto nel 1920 dalla Banca Commerciale Italiana, per la quale diresse la filiale in Bulgaria. Antifascista, partecipò alla Resistenza e fu presidente della Commissione centrale economica del CLNAI.
Merzagora non si iscrisse mai ad alcun partito, ma venne sempre eletto come indipendente: si considerava un uomo d'affari prestato alla politica e denunciò spesso i mali della partitocrazia.
Fu ministro del commercio con l'estero dal 1947 al 1949 nei governi di Alcide De Gasperi.
Dal 1948 al 1963 fu senatore, eletto nelle liste della Democrazia Cristiana, pur essendo ateo dichiarato. 
Fra il 1950 ed il 1952 fu presidente della Banca Popolare di Milano.
Fu presidente del Senato dal 25 giugno 1953 al 7 novembre 1967, durante tutta la II, III e per quasi tutta la IV Legislatura. Eletto all'età di 54 anni 7 mesi e 16 giorni, rimane il secondo più giovane presidente della storia repubblicana.

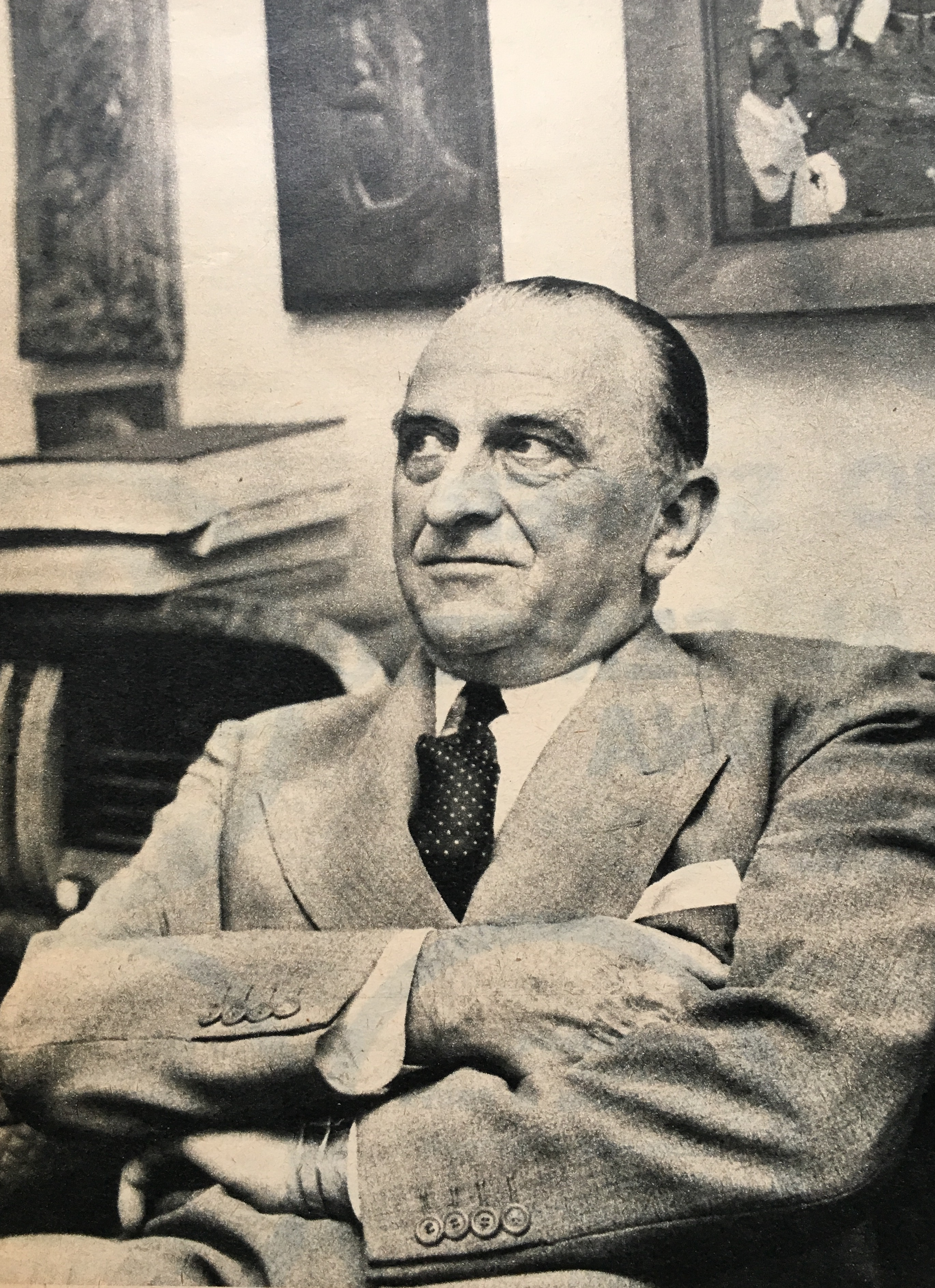
Cesare Merzagora nel 1959

All'elezione del presidente della Repubblica del 1955, Merzagora fu candidato dal segretario nazionale della DC, Amintore Fanfani. La candidatura di Merzagora fu affossata già alla prima votazione sia dalla sinistra sia da membri interni alla DC con lo scopo di danneggiare politicamente Fanfani. Già dal secondo scrutinio i voti conversero su Giovanni Gronchi, fautore dell'apertura politica a sinistra, che raggiunse 127 voti. Gronchi, sostenuto dal sempre più potente presidente dell'Eni, Enrico Mattei, e sponsorizzato sottobanco da Pietro Nenni, divenne anche il candidato di riferimento della corrente di destra del partito, da Guido Gonella a Giulio Andreotti, che intendeva negoziare il suo lasciapassare a Gronchi in cambio della nomina di Giuseppe Pella alla presidenza del Consiglio dei ministri. La candidatura Merzagora fu allora ritirata. Su Gronchi, che fu eletto al quarto scrutinio, confluirono i voti di gran parte della DC, delle opposizioni di sinistra e dei missini. Merzagora ottenne tra i 12 e i 18 voti nella successiva elezione del presidente della Repubblica del 1962, nella quale risultò eletto Antonio Segni.
In occasione della crisi del governo Pella nell'inverno 1954 e di quella del primo governo Moro nell'estate 1964, Merzagora si propose come eventuale capo di un governo di emergenza, il quale affrancandosi dalla morsa sempre più stringente dei partiti avrebbe dovuto condurre in porto una serie di importanti riforme, fra cui una revisione della Costituzione.
Nell'ambito del paventato Piano Solo, il generale Giovanni De Lorenzo avrebbe previsto l'instaurazione di un nuovo governo presieduto da Merzagora, in virtù di una presunta comune appartenenza alla Loggia massonica "coperta" «Giustizia e Libertà» affiliata alla Gran Loggia d'Italia.
Dal 10 agosto al 29 dicembre 1964, a seguito della grave malattia e delle successive dimissioni del presidente della Repubblica Antonio Segni, in qualità di presidente del Senato adempì le funzioni del Capo dello Stato come presidente supplente della Repubblica; fu il primo e finora unico caso, nella storia della Repubblica Italiana, di supplenza per impedimento fisico del Capo dello Stato in carica. Il 6 dicembre 1964, dopo le dimissioni di Antonio Segni, assunse la piena responsabilità del capo dello Stato durante la vacanza fino all'insediamento di Giuseppe Saragat alla presidenza della Repubblica.
Il 6 novembre 1967, parlando all'assemblea annuale dei Cavalieri del lavoro pronunciò un discorso polemico sull'organizzazione democratica dello Stato, di cui mise in luce i suoi punti di vista, già palesati per altro durante l'estate del 1964, riguardanti i nodi irrisolti e le resistenze al cambiamento. I suoi toni critici, a tratti caustici, furono giudicati sconvenienti, soprattutto perché espressi dalla seconda carica dello Stato, il Presidente del Senato. La reazione contraria di tutti i partiti, in particolare di quelli della maggioranza, come la DC, fu praticamente unanime. Nella prima seduta utile del Senato Merzagora presentò le dimissioni che, dopo un primo voto contrario del Senato che le respinse, furono accolte. A sua sostituzione, il senatore democristiano Ennio Zelioli-Lanzini venne eletto Presidente con 145 voti su 268 votanti.
In seguito si distaccò dalla politica e si dedicò ad attività di dirigenza economico-finanziaria. Presidente delle Assicurazioni Generali dal 1968 al 1979, poi ne fu presidente onorario. Nel 1970, pur rimanendo al vertice della compagnia assicuratrice, fu per otto mesi presidente della Montedison portando pubblicamente alla luce l'esistenza di fondi neri. Fu anche tra i primi a mettere in guardia la Banca d'Italia sulle attività di Michele Sindona.
Dal 1963 senatore a vita, è rimasto in carica in tale ruolo per oltre 28 anni (come finora nessun altro nella storia repubblicana), fino alla sua morte, avvenuta nel 1991 all'età di 92 anni per arresto cardiaco.

## Aspetti artistici
Violoncellista, nel 1917 Merzagora compose le musiche per due valzer lenti, intitolate "Nostalgia", e pubblicò e fece rappresentare al Teatro Manzoni di Milano una commedia dal titolo "L'Amore e l'ideale".
Nel 1947 iniziò, quasi per gioco, la sua attività di scultore; modellò diversi ritratti. Fu medaglista autodidatta, produsse diversi ritratti di familiari e personaggi illustri di sua conoscenza, tali ritratti rispecchiano la personalità dei soggetti: sua è la medaglia dei XVII Giochi Olimpici di Roma del 1960, coniata in oro, argento e bronzo dalla Zecca di Stato. Modellò nel 1961 una medaglia dedicata alla principessa Grace di Monaco, coniata in oro, argento e bronzo. Realizzò bottiglie ed etichette per la sua fabbrica di liquori a Capri. Progettò alcuni gioielli per i suoi familiari, e anche un collier di diamanti a brillante disposti a pavé a formare una piuma, che fu esposta alla Fiera di Vicenza nel settembre 1956.